# Ixora malabarica
Espèce
Synonymes
- Chiococca malabarica Dennst.[1]

Statut de conservation UICN

 VU B1+2c : Vulnérable
Ixora malabarica est une espèce de plantes de la famille des Rubiaceae.

## Publication originale
- Taxon 26: 539. 1977.